# Catopocerinae
Die Catopocerinae sind eine Unterfamilie der Käferfamilie Leiodidae. Sie sind in Nordamerika und im Osten Sibiriens verbreitet.

## Merkmale
Die Catopocerinae umfassen sehr kleine Käfer mit einer Länge von 1,0 bis 4,5 Millimetern. Sie haben wie viele andere Arten der Familie Leiodidae keine Augen und keine Hinterflügel. Sie sind hellbraun bis durchscheinend und unbehaart. Der Kopf ist breit, der Körper dorsoventral abgeflacht und die Beine sind sehr lang. Die Sternite der ersten drei Segmente des Hinterleibs sind miteinander verwachsen. Das achte Abdominalsegment ist im Hinterleib verborgen, so dass unterseits nur fünf Sternite zu sehen sind.

## Verbreitung
Die Gattungen der Unterfamilie Catopocerinae sind hauptsächlich in Nordamerika verbreitet. Hier bewohnen die fünf Arten der Gattung Catopocerus den Osten der USA bis zum Mississippi im Westen. Die wesentlich artenreichere Gattung Pinodytes ist westlich des Mississippi beheimatet und besiedelt die Westküste von Kalifornien bis Alaska. Glacicavicola bathyscioides, die einzige Art der Gattung Glacicavicola, wurde bisher nur in Eishöhlen in den amerikanischen Bundesstaaten Idaho und Wyoming gefunden. Perkovskius ist mit zwei Arten im Osten Sibiriens, im Süden der Region Primorje verbreitet.

## Lebensweise
Glacicavicola lebt in Lavaröhren, die mit Eis ausgekleidet sind, beispielsweise in der Boy Scouts Cave auf dem Gebiet des Craters of the Moon National Monument. Die Lufttemperatur beträgt dort 4 °C. Wovon sich die Käfer ernähren, ist noch nicht bekannt, da es trotz der Feuchtigkeit kaum Pilzentwicklungen an den Wänden gibt.
Die anderen Gattungen der Catopocerinae bevorzugen kühles, feuchtes Klima und sind daher oft in höheren Lagen zu finden. Sie leben im feuchten Unterholz, unter Steinen oder in der Umgebung von Höhlen. Arten der Gattung Catopocerus sind auch in Höhlen zu finden, wahrscheinlich sind sie dort aber nur fakultativ anzutreffen. Die meisten Arten der Gattung Pinodytes ernähren sich im Detritus und in der Streu von unterirdischen Pilzmyzelien, einige können im Labor auf Backhefe und Erde gezüchtet werden. Viele Catopocerus-Arten werden von Aas, z. B. verwesenden Insektenlarven, angezogen.

## Systematik und Taxonomie
Es ist nicht erwiesen, dass die Unterfamilie Catopocerinae monophyletisch ist. Die gemeinsamen Merkmale, wie fehlende Augen und Hinterflügel, könnten als Homoplasien unabhängig voneinander entstanden sein. Besonders die im Körperbau stark abgewandelte Höhlengattung Glacicavicola könnte auch zur Unterfamilie Leiodinae, in der es auch andere Höhlenkäfer gibt, gehören.

### Gattungen
Die Unterfamilie Catopocerinae umfasst 4 Gattungen. Die Gattung Pinodytes ist 2011 von Stewart Peck wiedererrichtet worden und umfasst nun 42 Arten, die teilweise früher zur Gattung Catopocerus gezählt wurden.
Gattungen und ausgewählte Arten
- Tribus Catopocerini
  - Catopocerus Motschulsky, 1870
    - Catopocerus politus Motschulsky, 1870
    - Catopocerus alabamae Peck, 1974
    - Catopocerus appalachianus Peck, 1974
    - Catopocerus jonesi Peck, 1974
    - Catopocerus ulkei Brown, 1933

  - Perkovskius Lafer, 1989
    - Perkovskius ussuriensis Lafer, 1989
    - Perkovskius zerchei Perreau & Růžička, 2007[2]

  - Pinodytes Horn, 1880
    - Pinodytes cryptophagoides (Mannerheim, 1852)
    - Pinodytes pusio Horn, 1892
    - Pinodytes subterraneus (Hatch, 1935)
- Tribus Glacicavicolini
  - Glacicavicola Westcott, 1968
    - Glacicavicola bathyscioides Westcott, 1968